# Aphelandra encarnacionii
Aphelandra encarnacionii är en akantusväxtart som beskrevs av Wassh.. Aphelandra encarnacionii ingår i släktet Aphelandra och familjen akantusväxter. Inga underarter finns listade i Catalogue of Life.